# Aeroportul Mulu
Aeroportul Mulu (IATA: MZV, ICAO: WBMU) este un aeroport din Taman Negara Mulu⁠(d), Sarawak, Malaysia ce deservește zona Taman Negara Mulu⁠(d). Aeroportul a fost tranzitat în 2021 de 11.304 pasageri.
Situat la o altitudine de 24 m, aeroportul dispune de o singură pistă. Este operat de Malaysia Airports⁠(d).